# Karl Wilhelm Böttiger
Karl Wilhelm Böttiger (* 15. August 1790 in Bautzen; † 26. November 1862 in Erlangen) war ein deutscher Historiker.

## Leben
Er war der Sohn des Philologen und Schriftstellers Karl August Böttiger (1760–1835). Nach dem Besuch des Gymnasiums in Gotha studierte er zunächst in Leipzig Theologie und wurde dann drei Jahre Hofmeister bei Graf Johann Hilmar Adolph von Schönfeld, sächsischer Gesandter in Wien. Anschließend studierte er Geschichte in Göttingen bei Arnold Heeren und habilitierte sich 1817 in Leipzig, wo er 1819 außerordentlicher Professor wurde. 1821 wurde er als Nachfolger von Johann Georg Meusel ordentlicher Professor für Geschichte und Bibliothekar in Erlangen.

## Schriften (Auswahl)
- Heinrich der Löwe. Herzog der Sachsen und Bayern. Hahnsche Hof-Buchhandlung, Hannover 1819, Digitalisat
- Allgemeine Geschichte für Schule und Haus. 2. Auflage, Karl Heyder, Erlangen 1826, Digitalisat
- Geschichte des Kurstaates und Königreiches Sachsen. In: A.H.L. Heeren, F.A. Ukert (Hg.): Geschichte der europäischen Staaten. Friedrich Perthes, Hamburg 
  - Erster Band. 1830, Digitalisat, Digitalisat
  - Zweiter Band. 1831, Digitalisat
- Geschichte Baierns. Nach seinen alten und neuen Bestandteilen 1832. Zweite Auflage, Karl Heyder, Erlangen 1837, Digitalisat
- Die Weltgeschichte in Biographieen. Berlin, Duncker & Humblot 1839–1844.
  - Erster Theil: Die alte Geschichte in Biographieen, Bd. 1 (Digitalisat), 1839, 2. Aufl. 1849; Bd. 2 (Digitalisat), 1839; 2. Aufl., 1853.
  - Zweiter Theil: Die mittlere Geschichte in Biographieen, Bd. 1 (Digitalisat), 1840; Bd. 2 (Digitalisat), 1841.
  - Dritter Theil: Die neuere Geschichte in Biographieen, Bd. 1 (Digitalisat), 1842; Bd. 2 (Digitalisat). 1842.
  - Vierter Theil: Die neueste Geschichte in Biographieen, Bd. 1 (Digitalisat), 1843; Bd. 2 (Digitalisat), 1844.
- Karl August Böttiger. Eine biographische Skizze von dessen Sohn. In: Friedrich Christian August Hasse (Hrsg.): Zeitgenossen. Ein biographisches Magazin für die Geschichte unserer Zeit. Dritte Reihe, 6. Bd., Nr. 43 und 44, F. A. Brockhaus, Leipzig 1841, S. 3–102 Digitalisat.